# Colinas de Yergueni
Las colinas de Yergueni (del ruso: Ерге́ни) son una elevación del terreno (hasta 222 m) de unos 330km de longitud en el este de la Rusia europea.

## Geografía
Estas colinas están situadas en la parte meridional de la Llanura Oriental Europea. En términos políticos ocupa territorio de Kalmukia, el óblast de Volgogrado y el de Rostov. El río Volga, en su curso inferior, es su límite oriental, entre Volgogrado al norte y la Depresión del Kuma-Manych al sur. Mientras la cadena de colinas va en dirección noroeste en su vertiente correspondiente a la Llanura Oriental Europea, se inclina en dirección este y sureste hacia la Depresión del Caspio.
La zona de las colinas de Yergeni está marcada por áreas de colinas erosionadas por diferentes vertientes de aguas. Aquí nace el río Sal, afluente del Don. Estos ríos van en dirección este-oeste. Las colinas están separadas de la meseta del Volga por el canal Volga-Don, al norte.
La ciudad más importante de la región, por otro lado poco poblada, es la ciudad de Elistá.